# Las Agujas
Las Agujas es un complejo volcánico de la isla de La Graciosa, en el archipiélago de Canarias. Su altura alcanza los 267 msnm, siendo el punto más alto de la isla. Éste se encuentra aproximadamente en el centro de la isla, y está formado por las «Agujas Grandes» (altura máxima: 267 msnm) y las «Agujas Chicas» (altura máxima: 257 msnm).Probablemente, la totalidad del complejo volcánico se originó durante un mismo periodo eruptivo.